# Linea IRT 42nd Street Shuttle
La linea IRT 42nd Street Shuttle è una linea, intesa come infrastruttura, della metropolitana di New York situata a Midtown Manhattan. L'unico service che la utilizza è la navetta 42nd Street Shuttle.

## Storia
La linea, costruita come parte della prima linea sotterranea di New York da 145th Street a City Hall e gestita all'epoca dall'Interborough Rapid Transit Company, fu aperta il 27 ottobre 1904.
Fu utilizzata come principale linea dell'IRT fino al 1º agosto 1918, quando, con il completamento delle linee IRT Broadway-Seventh Avenue e IRT Lexington Avenue, venne separata dal resto della rete ed iniziò ad essere utilizzata dalla sola navetta 42nd Street Shuttle. Come conseguenza di ciò, la linea fu chiusa nella mezzanotte tra il 3 e il 4 agosto 1918 per una serie di lavori, che portarono tra l'altro all'eliminazione del binario espresso in direzione sud e alla costruzione nuove banchine. Fu poi riaperta il 28 settembre 1918.
Tra il 1959 e il 1964 il binario 4 venne automatizzato nell'ambito di una manifestazione, appunto, sull'automazione. Tuttavia, un grave incendio scoppiato presso la stazione di Grand Central lo distrusse ed in seguito fu ripristinato il sistema manuale.

## Percorso e caratteristiche
| Unknown route-map component "utCONTgq" | Unknown route-map component "utABZq+l" | Unknown route-map component "utCONTfq" |

|  | Unknown route-map component "utACC" |

| Unknown route-map component "utCONTgq" | Unknown route-map component "utKRZto" | Unknown route-map component "utCONTfq" |

|  | Unknown route-map component "utACC" |

| Unknown route-map component "utCONTgq" | Unknown route-map component "utABZqr" | Unknown route-map component "utCONTfq" |

La linea inizia presso l'incrocio tra Park Avenue e 42nd Street, per poi continuare sotto quest'ultima e terminare all'incrocio tra Broadway e Seventh Avenue, al di sotto di Times Square.
Dopo i distacco dal resto della rete, i binari locali in direzione sud e nord sono diventati rispettivamente il binario 1 e il binario 4, mentre i binari espressi in direzione sud e nord sono diventati il binario 2 e il binario 3. Attualmente ne vengono utilizzati solo tre, poiché il binario 2 fu successivamente rimosso.
I binari 1 e 3 sono ancora collegati con il binario locale in direzione sud della linea IRT Lexington Avenue, mentre il binario 4 è collegato con il binario locale in direzione nord della linea IRT Broadway-Seventh Avenue. Tuttavia, poiché non esiste alcun collegamento tra i binari 1 e 3 e il binario 4, oggi è fisicamente impossibile per un treno andare dalla linea Lexington Avenue alla linea Broadway-Seventh Avenue, o viceversa, utilizzando questa linea.